# La mirada del otro
La mirada del otro es una película de 1997 española escrita y dirigida por Vicente Aranda. 
La película se entró en la competencia principal en la 48.ª edición del Festival de cine de Berlín. Adaptación de una novela de Fernando G. Delgado, es un psicodrama erótico dedicado a la sexualidad femenina.

## Argumento
Begoña (Laura Morante) es una atractiva y sofisticada mujer de treinta y tantos años, que se desempeña como consultora de estadísticas, proveniente de una altiva familia de clase alta aunque su actitid es rebelde e independiente, evidenciando además una conducta sexual muy desinhibida. Tras la presentación de un dispositivo portátil de video (similar a una webcam) que funciona como un block de notas audiovisual, la ejecutiva decide conservar un ejemplar del producto para llevar registro de su vida íntima y sus reflexiones. 
Durante una cena familiar de Nochebuena, tiene un incómodo desencuentro con su madre y hermano que termina con ella marchándose disgustada de la reunión, pese a las súplicas de su hermana menor, y con Begoña dando tácitamente a entender que conocía un lado oscuro de su fallecido padre que su familia ha elegido ignorar. Esa misma noche, en un bar, Begoña conoce a Daniel (Miguel Ángel García), un solitario y melancólico joven de 18 años a quien cautiva con su presencia, pero la aparición de Elio (José Coronado), un amante ocasional de Begoña, causa una disputa entre los dos hombres.
A la mañana siguiente, Begoña se despierta junto a Daniel después de una noche de sexo que no recuerda a causa de su embriaguez, convirtiéndose en la obsesión del joven conquistarla sin que ella demuestre gran interés. Además de Daniel y Elio, el relato introduce a otras parejas sexuales de Begoña, quienes son Ramón Juanjo Puigcorbé, su compañero de trabajo e Ignacio Sancho Gracia, un hombre mucho mayor que ella, con edad para ser su padre, que se desempeña como pintor y con quien parece tener la relación más estable y sincera. Ya en la noche de Año Nuevo, en una desinhibida fiesta con sus amigos de juventud, Begoña se encuentra con Santiago (Miguel Bosé) un exnovio de la escuela, ya casado y con familia que motiva a Begoña a preguntarse cómo habría sido llevar una vida convencional como esposa y madre, no obstante, durante el evento una de sus amigas, Marian (Ana Obregón) le pide a la sensual Begoña que le ayude a excitar sexualmente a su esposo para obtener su semen, que necesita para someterse a inseminación artificial, lo que la trae de vuelta a sus desafueros sexuales.
Deseosa de experiencias aún más arriesgadas, y por sugerencia de Elio, Begoña decide probar suerte en la prostitución en un sórdido barrio de Madrid, donde conoce a un proxeneta travestido que, mediante engaños, la hace participar de una performance sexual con otros hombres que acaban ultrajándola y con diversas secuelas (lesiones en sus partes íntimas, una infección venérea y posiblemente embarazada de un desconocido). Tras esta experiencia traumática, la mujer acude en busca de Daniel con quien intenta establecer una relación más tradicional y respectable, llegando a presentarlo a su familia y contrayendo matrimonio con él, sin embargo, con el correr de los días y tras convertirse en madre, la rutina y la decepción acaban con el plan de encauzar su vida, y una noche, escapandose a hurtadillas del departamento que comparte con Daniel, regresa al barrio rojo de Madrid para tener una nueva experiencia límite.
Al día siguiente, la mujer convoca a Daniel y Elio a contemplar el registro en video de su aventura sexual, declarando con ello su entrega defintiva a la promiscuidad, la degradación y el exhibicionismo. Daniel, visiblemente afectado, la abandona y también Elio, quien la sentencia a una vida de soledad, y el relato concluye con Begoña aferrada a su bebé como el único soporte emocional de su personalidad irredimible.

## Reparto
| Intérprete            | Personaje         |
| --------------------- | ----------------- |
| Laura Morante         | Begoña            |
| José Coronado         | Elio              |
| Miguel Ángel García   | Daniel            |
| Juanjo Puigcorbé      | Ramón             |
| Sancho Gracia         | Ignacio           |
| Blanca Apilánez       | Isabel            |
| Alonso Caparrós       | Luciano           |
| María Jesús Valdés    | Madre             |
| Ana Obregón           | Marian            |
| Miguel Bosé           | Santiago          |
| Txema Sandoval        | Yuyi              |
| Pedro Miguel Martínez | Luis              |
| Nuria Soler           | Esposa de Luis    |
| Miguel Cazorla        | Chico             |
| Berta Casals          | Chica             |
| Gerardo Giacinti      | Camarero          |
| Eiju Okada            | Yamoto            |
| Cristina Torrecilla   | Intérprete        |
| Fidel Almansa         | Ginecólogo        |
| Alicia Bogo           | Clara             |
| Marisa Cabezón        | Mujer Orgía       |
| Paz Gómez             | Modelo Ignacio    |
| Susi Sánchez          | Jueza             |
| Maite Pastor          | Novia             |
| Pep Guinyol           | Cliente           |
| Rodolfo Sancho        | Novio             |
| Erbande Enu           | Chica Strip-tease |
| Bárbara de Lema       |                   |